# Bakugan Battle Brawlers
Bakugan Battle Brawlers (爆丸バトルブローラーズ, Bakugan Batoru Burōrāzu), dansk titel Bakugan Kamp Klanen er en japansk-canadisk anime-serie skabt af Mitsuo Hashimoto og produceret af TMS Entertainment og Japan Vistec i 2007. Serien handler om skabninger som hedder Bakugan og Bakugan Kamp Klanen som har dem. Serien debuterede på TV for første gang i Japan på TV Tokyo den 5. april 2007. Den engelske version, som fik premiere i juli 2007 på den canadiske tv-kanal, Teletoon, og senere på Cartoon Network den 24. februar 2008.

## Handling

### Synopsis
Bakuganer har seks naturlige elementer baseret på de fire naturlige elementer, herunder Pyrus, som repræsenterer Ild, Haos for lys, Aquas for vand, Subterra for Jord, Darkus for Mørke, Ventus for Vind
Portalkort er spillepladerne som Bakuganerne kastes og kæmper på. De indeholder en magnetisk plade som får Bakuganerne til at åbne. Nogle kort kan have specielle effekter. 
Ligesom med portalkort kan egenskabskort også øge ens Bakugans G-kraft. De kan aktiveres et bestemt antal gange for at give en indvirkning på kampen. 

### Battle Brawlers
Dan Kusos liv ændrer sig en dag, da mystiske kort falder ned fra himlen. Han fanger et, og sammen med hans barndomsven Shun Kazami opfinder de et spil som de døber Bakugan. Sammen med hans venner Runo, Marucho, Julie, Shun og Alice danner de gruppen Bakugan Kamp Klanen og vennerne bliver uheldigvis involveret i en kamp om for overlevelsen af Vestroia (Bakuganernes univers og hjemverden) mod Doom Beings. Det er fortællingen om en dimension kaldet Vestroia, som mister den naturlige balance og smelter sammen med Jorden og mange andre fremmede planeter. En ond Bakugan kaldet Naga var fristet og besluttede sig for at tage stillekernen, så Dan og hans venner besluttede at bringe balancen tilbage ved at møde nye venner og allierede i de andre planeter for at lære mere om Bakuganernes oprindelse og kæmpe mod Naga, som håber på at fuldføre den Perfekte Kerne. 
Sæsonen slutter med, at Drago må ofre sig selv for at genskabe Vestroia, og Vestroia bliver til Ny Vestroia og alle Bakuganerne vender hjem til deres genskabte hjem.

### Sæson 2:New Vestroia
Tre år efter slaget om Jorden, rejser Dan og Marucho til Ny Vestroia for at befri Bakuganerne som er blevet gjort til slaver rumvæsen-racen, Vestalerne som kommer fra deres planet Vestal, og de er uvidende om at Bakuganer er levende og intelligente væsner. Dan og Marucho møder tre Vestalere, Mira Fermin, Baron Leltoy, Ace Grit, som er en gruppe der kalder sig Bakugan Kamp Klanens Modstandsgruppe. Senere slutter Shun sig til dem, fordi han er havnet i Ny vestroia ved et uheld. I mellemtiden erfarer Mira, at hendes bror Keith Fermin er Vexos' leder og dermed hendes fjende.
Modstandsgruppen besejrer en efter en Vestals bedste Bakugan-spillere Vexos, som tjener Ny Vestroias regent Prins Hydron, Vestals prins og hovedskurken Kong Zenoheld's søn. De ødelægger også Vexos' dimensionsovervågere, som holder Bakuganerne i deres kugleforme, og befrier Ny Vestroia. Modstandsgruppen går alle deres vegne, men bliver genforenet seks måneder senere, da Vestals tidligere regent og Vexos' leder, Kong Zenoheld har bygget Bakugan Termination System, for at udslette alle Bakuganere i Ny Vestroia. 
I desperation, overfører de Seks Gamle Bakugankrigere deres kræfter til hver af Modstandsgruppens Bakuganere for at beskytte deres egenskabsenergi fra Zenoheld. Zenoheld formår at samle alle egenskabsenergierne. Drago nægter at give op, og udvikler sig til Helix Dragonoid ved at absorbere alle egenskabsenergierne fra BT System, hvilket så ødelægger det.
Tingene falder til ro, da Spectra bliver til sit gamle jeg, Keith og slutter sig til Modstandsgruppen og bygger Bakugankampgrej til Drago. Keith fortæller Modstandsgruppen, at Zenoheld er ved at bygge Alternative Weapon System som kan udslette galakser og hele planeter. Vexos begynder at falde fra hinanden, da Lync og Volt deserterer fordi de synes at Zenoheld og Hydron er gået for vidt. Modstandsgruppen formår at tilintetgøre The Alternative og Gus slutter sig til dem, og de rejser hjem til hver deres hjemverdener igen.

### Sæson 3:Gundalian Invaders
Efter sæson 2, kommer Klanen hjem til Jorden, hvor de hjælper deres nyeste ven, Ren Crawler med at udvikle Bakugan Interspace. Men Ren fortæller, at han er Gundalianer fra hans hjemverden Gundalia og har brug for hjælp for at besejre en anden verden som hedder Neathia, som han hævder har angrebet deres planet. En pige ved navn Fabia Sheen, får overbevist Klanen om, at Ren er den sande fjende. Klanen siger ja til at hjælpe Neathia i krigen mod Gundalia. Ren begynder at nære mistillid mod Gundalias Kejser Barodius, og slutter sig eventuelt til Kamp Klanen. Desværre bliver Kamp Klanens nye medlem Jake Valor fanget af Kazarina (Gundalias Bakugan-biolog) og hjernevasket, så Klanen drager til Gundalia for at redde ham sammen med Rens tidligere kampfæller (som er fængslet for deres fejl) og Klanen får hjælp af Nurzak (Barodious' forhenværende rådgiver, som også er imod Barodius). Da de redder Jake og de andre, iværksætter Twelve Orders et angreb mod Neathia. Klanen kommer tilbage i tide til at forsvare planeten, og Dan og Drago kæmper mod Barodius. Ren og Mason's tidligere kampfæller, Jesse Glenn, Lena Isis og Zenet Surrow bliver befriet fra deres hjernevaske efter Kazarina dør. Linehalt bruger sine Forbudte kræfter til at genskabe det krigshærgede Neathia, mens Barodius og hans Bakugan Dharak bliver udslettet af et overlæs af energi og kraft Sacred Orb (som de havde forsøgt at tage, på trods af at Dan og Drago besejrede dem), og som bliver bestået til Drago som giver ham nye kræfter og får ham til at udvikle sig til Titanium Dragonoid.

### Sæson 4:Mechtanium Surge

#### Del 1
Kamp Klanens titel som nummer et i Bakugan Interspace bliver forpurret af to nye mægtige hold Team Anubias og Team Sellon. Tingene bliver værre, da Dan og Drago, fortsat bliver ved med at lide af syn som bliver sendt til dem af Mag Mel og Razenoid. Det får dem til at miste besindelsen, og Drago mister kontrol adskillige gange i kampe, hvilket også truer børnenes sikkerhed i Interspace. Shun og Marucho er ude af stand til at hjælpe Dan fordi han ikke vil dele noget med dem. Da Dan igen mister kontrollen og næsten dræber Anubias i en kamp, forlader alle Dans fans ham og han rejser til Ny Vestroia for at træne. Shun overtager Klanen som leder for at genskabe Klanens glorværdighed. Han bliver mere og mere ligeglad, men Marucho hjælper ham med at blive en bedre leder. Dan får eventuelt kontrol over Drago's kræfter og, mens Marucho og Shun genforenes og slår sig sammen med Paige og Rafe. Da Chaos Bakuganerne begynder at ødelægge Interspace, kommer Spectra og hjælper  Klanen med at udrydde mange Chaos Bakuganer. Dan vender tilbage, men er ubalanceret og besejrer ved et uheld hans venner med Zenthron. Han fortæller dem senere at Mag Mel (efter at Spectra forlod på forhånd på grund af Dans forandring).Dan får senere et syn af at Gundalia bliver angrebet af Mag Mel, som nu er fri. Dan ankommer og fortæller dem om Gundalia, som Paige uventet får bekræftet. Klanen vil ikke lade Dan komme med, men han insisterer, fordi han er et originalt Kamp Klan medlem, så de lader ham komme med.
De møder så Mag Mel, men rejser tilbage til Jorden for at redde Interspace, der er tilintetgjort, men de bliver fanget der og må finde en måde at redde portalen, nøglen Klanen og Interspace. Anubias og Sellon afslører, at de er kunstige livsformer som er skabt af Mag Mel for at sikre hans genoplivelse. I en anden kamp, opdager Dan og Drago, at Mag Mel er Barodius og Razenoid er Dharak, som overlevede deres kamp på Neathia, efter at være blevet transporteret til en mørk omvendt dimension, som er skabt af Code Eve. Han planlægger senere at tilintetgøre Jorden, Neathia, Gundalia, Vestal og Ny Vestroia ved at sende dem til den omvendte dimension. Dan og Drago besejrer Mag Mel og Razenoid, men Dan og Drago "forsvinder", fortæller Mag Mel at hans nederlag vil være skyld i endnu en katastrofe mod Dan og Drago. 

#### Del 2
Nogle måneder senere, er Bakuganerne fra Ny Vestroia immigreret til Jorden, og de lever nu fredfyldt med hinanden. Alt er ikke godt, da Mecthogan ledet af Coredegon, som er sluppet fri fra deres Bakuganer begynder at terrorisere Bakugan City. Udover det er en mystisk mand ved navn Wiseman dukket op med gamle Bakuganer han kalder Nonets. I starten bliver Klanen forvirret, fordi Wiseman har det samme udseende som den nye Haos-kæmper Gunz Lazar, som forsvandt da de fire Mechtogan Bakuganer angreb Bakugan City. Men det viser sig senere, at Wiseman var Coredegon i forklædning, mens den ægte Gunz Lazar blev lagt i koma, så hans negative energi blev absorberet. Efter Coredegon sammen med hans makkere (i hans forenede form Mechtogan Destroyer) sender Kamp Klanen til Dommedags-dimensionen, udsletter han Jorden og Ny Vestroia. Nu hvor Gunz er sig selv igen, rejser Dan og de andre tilbage igennem tiden for at stoppe Mechtavius Destroyer fra at dræbe alle mennesker og Bakuganer. I kampen, får Dragos sidste Mechtogan, Dragonoid Destroyer uendelig styrke fra båndet mellem mennesker og Bakuganer på hele Jorden, og de besejrer Nonet Mechtogan og sender dem tilbage mellem dimensionerne. Dans venner holder en fest for ham, men de opdager at Dan ikke er tilstede. Shun ser Dan og Drago sejle væk i en båd de har lånt af Kato. Dan siger at der er andre eventyr i vente for ham og Drago, og vil lade andre Bakugan-kæmpere prøve at få hans rang. 

### Serieoversigt
| Sæson | Sæson | Titel                   | Afsnit | Oprindelig sendt  | Oprindelig sendt |
| Sæson | Sæson | Titel                   | Afsnit | Start             | Slut             |
| ----- | ----- | ----------------------- | ------ | ----------------- | ---------------- |
|       | 1     | Bakugan Battle Brawlers | 52     | 5. april, 2007    | 27, marts, 2008  |
|       | 2     | New Vestroia            | 52     | 12. april, 2009   | 9. maj, 2010     |
|       | 3     | Gundalian Invaders      | 39     | 23. maj, 2010     | 29, januar, 2011 |
|       | 4     | Mechtanium Surge        | 46     | 13. februar, 2011 | 26, januar, 2012 |

## Karakterer

### Hovedpersoner
- Dan Kuso er en Pyrus Bakugan-kæmper og lederen af Kamp Klanen. Hans Bakuganpartner er Pyrus Drago.

- Marucho Marakura er en velhavende dreng. Han er kampklanens geni og et omvandrende leksikon. Han elsker at spille Bakugan og at arbejde på strategier. Han plejde og være meget lydig til hans forældre, men det ændrede sig da han tilsluttede sig kampklanen; han er dog stadig meget lydig. Han fortryder intet fra sin fortid, og har forstået at han kun ville gøre hans forældre stolte. Marucho har en butler, som hedder Kato - dog er Kato ikke hos Marucho længere, da han nu arbejder for Marucho´s far.
- Julie Makimoto ligner måske en person som er lidt dum, men Julie kan konkurrere med de bedste Bakugan kæmpere. Hun er udadvendt og beundrer Dan (som hun kalder "skat" i den japanske version). Fordi hun ser sig selv som Dan's fan nummer et, har hende og Runo ofte deres kampe grundet jealousi. Dog, efter hendes opmærksomhed vendte sig mod Billy, endte hende og Runo med at blive bedste venner. Hun prøver at hjælpe og give nyttig råd når nogen har brug for det. I både Ny Vestoria og Gundalian Invaders, rådgiver hun Mira Fermin og Jake Vallory, kæmperne med at overtage Subterra positionerne i kampklanen, hvordan de på bedst mulig vis kæmper i deres element.
- Shun Kazami er en Ventus-kæmper og en af kerneopfinderne af Bakugan-spillet sammen Dan Kuso. Han var den bedste Bakugan-spiller og var nummer 1 på Bakugan-spillernes verdensrangliste inden Masquerade overtog hans placering, og endte dermed på 6. pladsen. Udover Bakugan, øver Shun ninjatræning sammen med sin bedstefar. Shun er en ensom ulv og bliver sjældent frustreret eller irriteret.

### Tilbagevendende
- Alice Gehabich er en pige fra Moskva og Klanens strateg. Hun er Dr. Michael Gehabichs barnebarn. Hun er meget høflig og venlig, og rådgiver Klanen. Selvom hun ved meget om Bakugan, så er hun bange for selv at kæmpe af frygt for at såre andre.
- Runo Misaki er Dans barndomsven, som hun har kendt siden de var helt små. Hun er uden tvivl en af de mest stædige personer i serien, da hun selv vil gøre tingene sin vej i alting, vil have opmærksomhed fra alle og så har hun ofte en tendens til ikke at gennemtænke sine situationer inden hun agerer. Selvom hun kan have sine situationer, hvor hun ikke altid tænker sig om, så er hun en omsorgsfuld, venlig og sød pige, som ikke tøver med at hjælpe sine venner. Når hun ikke kæmper, så hjælper hun sine forældre med at drive deres familie forretning.

- Masquerade er en mystisk Darkus kæmper. Han er Alices mandlige splittede onde personlighed. Han debuterer i afsnittet Masquerades bal, hvor han udfordrer Runo til en kamp. Runo accepterer, men ender med at tabe til ham. Efter Masquerade kæmpede sammen med Dan i Sæson 1 Afsnit 44 mod Nagas tilhængere Druman og Centorrior i Vestroia, gav han sin Darkus Bakugan Alpha Hydranoid til Alice, men han forsvandt herefter, men gjorde ham til en af Kamp Klanens allierede.
- Klaus von Hertzon er en Aquos kæmper. Han var den næstbedste kæmper indtil han tabte til Dan, hvilket fik ham ned på en fjerdeplads. Udover at han er en stærk spiller, er han også en rolig person. Efter han tabte sin sidste kamp mod Klanen i første sæsons afsnit 22 Drago i flammer bliver han og de fem top Bakugan-spillere Klanens allierede.
- Chan Lee er en Pyrus kæmper. Hun var den tredje-bedste kæmper i verden. Hun debuterer i første sæsons afsnit 16 Hvo intet vover hvor hun udfordrer Dan til en kamp. Dan vinder, og da hun går syntes hun også at Dan gjorde det godt, men advarer om, at hendes Fourtress har flere overraskelser. Efter hun, og hendes holdkammerater Klaus von Hertzon og Julio Santana tabte til Kamp Klanen blev hun en af Kamp Klanens allierede.

## Udstyr
I serierne bruges der noget udstyr, som hjælper Bakugan-spillere i kamp.  
BakuPod
En BakuPod er et lille ur som alle spillere har. Den kan analysere strategier og informerer spillerne i kamp. 
Bakugan Launcher
En Bakugan Launcher er en skyder hvor en Bakugan kan puttes ind og affyres på feltet.   